# Geclusterd toefjeswier
Geclusterd toefjeswier (Ectocarpus siliculosus) is een bruinwier uit de familie Ectocarpaceae van de orde Ectocarpales. De wetenschappelijke naam van de soort werd in 1809 voor het eerst geldig gepubliceerd door Lewis  Weston Dillwyn. Zijn genoom was het eerste bruine macroalgengenoom waarvan de nucleotidesequentie werd bepaald, met de verwachting dat E. siliculosus zal dienen als een genetisch en genomisch model voor bruine macroalgen.

## Beschrijving
Geclusterd toefjeswier is 10 tot 30 cm hoog en bestaat uit bundels onregelmatig vertakt, zeer dunnen draden. De draden komen voort uit een hechtorgaan, dat eveneens uit een dichte massa van zulke draden bestaat. Deze celdraden zijn 1 cel breed. De kleur is groenbruin.

## Verspreiding
Deze soort is zeer algemeen en komt voor van West-Europa tot de Middellandse Zee. Het groeit op rotsen, schelpen en andere, groter wieren. 